# Armando Montani
Armando Montani (Bologna, 29 gennaio 1920 – Mediterraneo, 16 aprile 1943) è stato un militare italiano medaglia d'argento al valor militare della Regia Marina.